# 檄樹
檄樹（學名：Morinda citrifolia，又名海滨木巴戟、海巴戟，是茜草科巴戟天屬的一種植物，與咖啡同科，灌木至小乔木，高1—5（3英尺3英寸—16英尺5英寸），屬於經濟作物，分布于新加坡、馬來西亞、印度尼西亚、台湾、海南、云南、西沙群岛、南沙群岛、永兴岛、澳大利亚、法属波利尼西亚、夏威夷等东南亚、太平洋岛屿。果实称作「諾麗果」（noni，波多黎各和夏威夷）、四季果（cheese fruit）、印度桑椹（Indian mulberry）、海灘桑椹（beach mulberry）、菊葉巴戟（great morinda）諾努（Nonu，薩摩亞）、諾諾（nono，太平洋各島嶼）、mengkudu（馬來西亞）、蘿梨（Noni，大溪地）、夢梨等等，根茎醫藥作用同巴戟天。

## 生长习性
灌木种可高达2（6英尺7英寸），乔木种可高达5（16英尺），澳洲的檄树甚至可以生长到8（26英尺）高。檄樹果實种子可以浮在水面上，利用海潮傳播種子，在太平洋周邊島嶼的海邊可看到自然生長的群落。
檄樹的適應力很強，可以生長在許多不同的環境裡，在陰蔽的森林裡，或是日照強的開闊岩地、沙質海岸都可以生長良好。檄樹對於土壤的要求不高，耐鹽性高，可以忍受含鹽度高的土壤，耐旱力強，也可以生長在乾旱的環境或次生土地區，在土壤肥沃的火山周邊地區，或是貧瘠的海岸熔岩地與光禿的石灰岩地等，都可以生長。大溪地的土壤肥沃，非常適合檄樹的生長。
葉片大，單葉，暗綠色，葉面光亮。可以全年開花與結果，花小，白色。果實為複合果，卵形，約4—7（1.6—2.8英寸）大，果實剛開始時為綠色，後轉變為黃色，成熟時幾乎變為白色，果實內有很多種子。

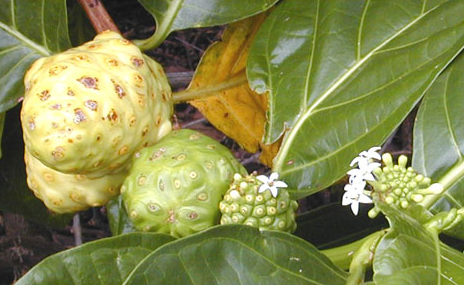
檄樹的花、未成熟及成熟的果實

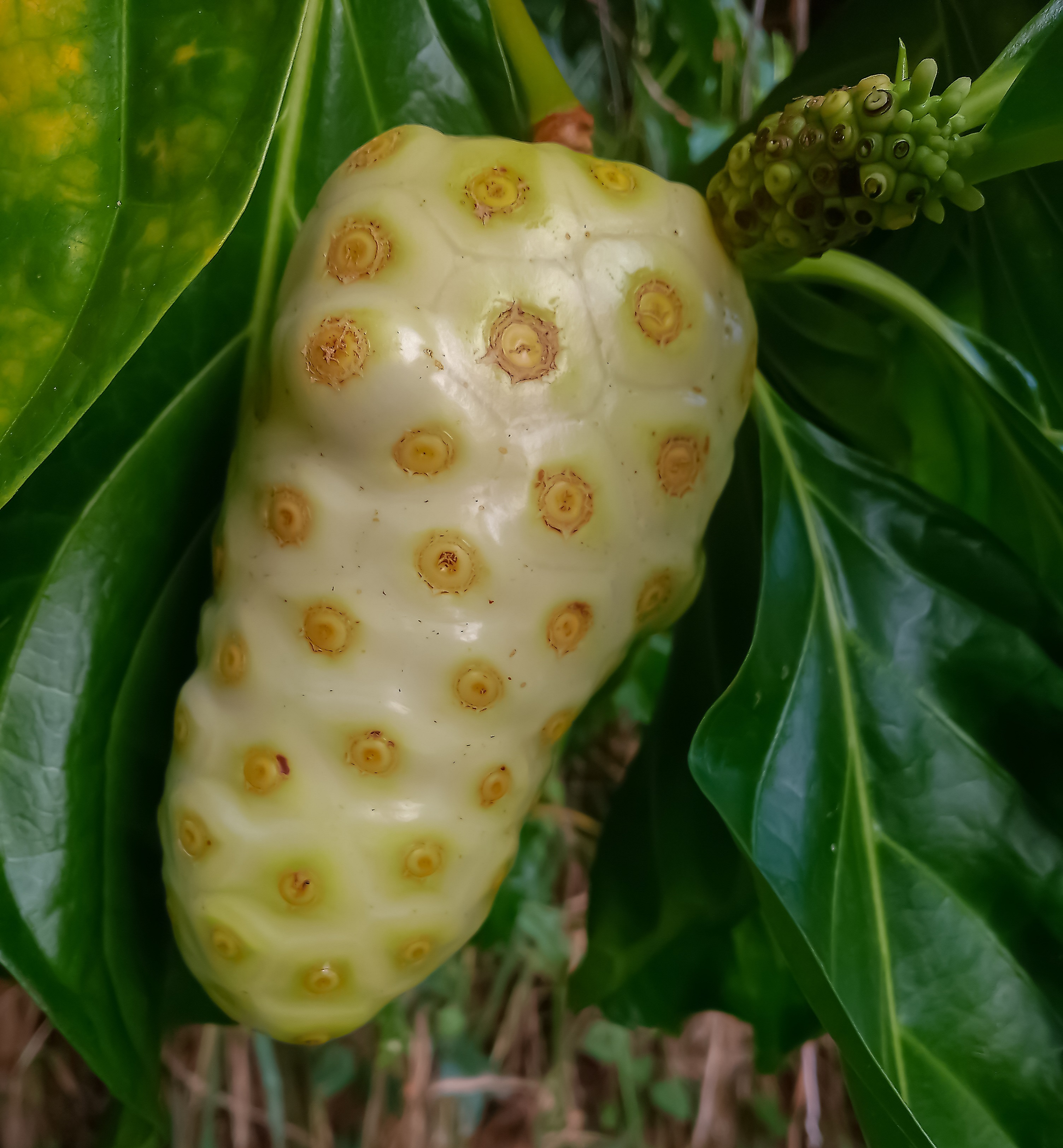

織葉蟻特別喜歡在檄樹上築巢，織葉蟻會利用檄樹的葉子做巢，而這些螞蟻也會保護檄樹，會驅除一些對檄樹有害的昆蟲。檄樹果實的味道也會吸引果蝠前來食用，而會幫助散播檄樹的種子。

## 民间使用
成熟的果實具有強烈臭味，因此澳洲又稱為「乳酪果」或是「嘔吐果」，果實雖然味道難聞又有苦味，不過在作物欠收食物缺乏的荒年，仍然可以做為救荒的食物。新鮮或煮過的果實在某些太平洋島嶼也被當地人拿來當做主食食用。東南亞與澳洲原住民會以鮮果沾鹽生食或是將果實加入咖哩內一起煮食。種子也可以食用，在食用前要先用火烤過。
浆果被用于制作諾麗果汁和功能饮料。

## 传统医学或自然疗法中的地位

### 使用
波里尼希亚人使用檄樹治疗月经问题。
因海巴戟具有较大的药用价值，在泰国、缅甸和美国开发出多种保健饮料食品。

## 医学价值争议
此植物在大众医疗中的功效基于经验获得，但是其医学价值未经任何证实。美国食品与药物管理局和香港消委会等对于 Noni 浆果产品在销售过程中宣传起健康价值或医学价值均发出警告。

## 扩展阅读
- 药膳同源的奇异植物——海滨木巴戟 （页面存档备份，存于）
- 维基共享资源上的相關多媒體資源：檄樹